# Santeramo in Colle
Santeramo in Colle is een gemeente in de Italiaanse provincie Bari (regio Apulië) en telt 26.488 inwoners (31-12-2004). De oppervlakte bedraagt 143,4 km², de bevolkingsdichtheid is 185 inwoners per km².

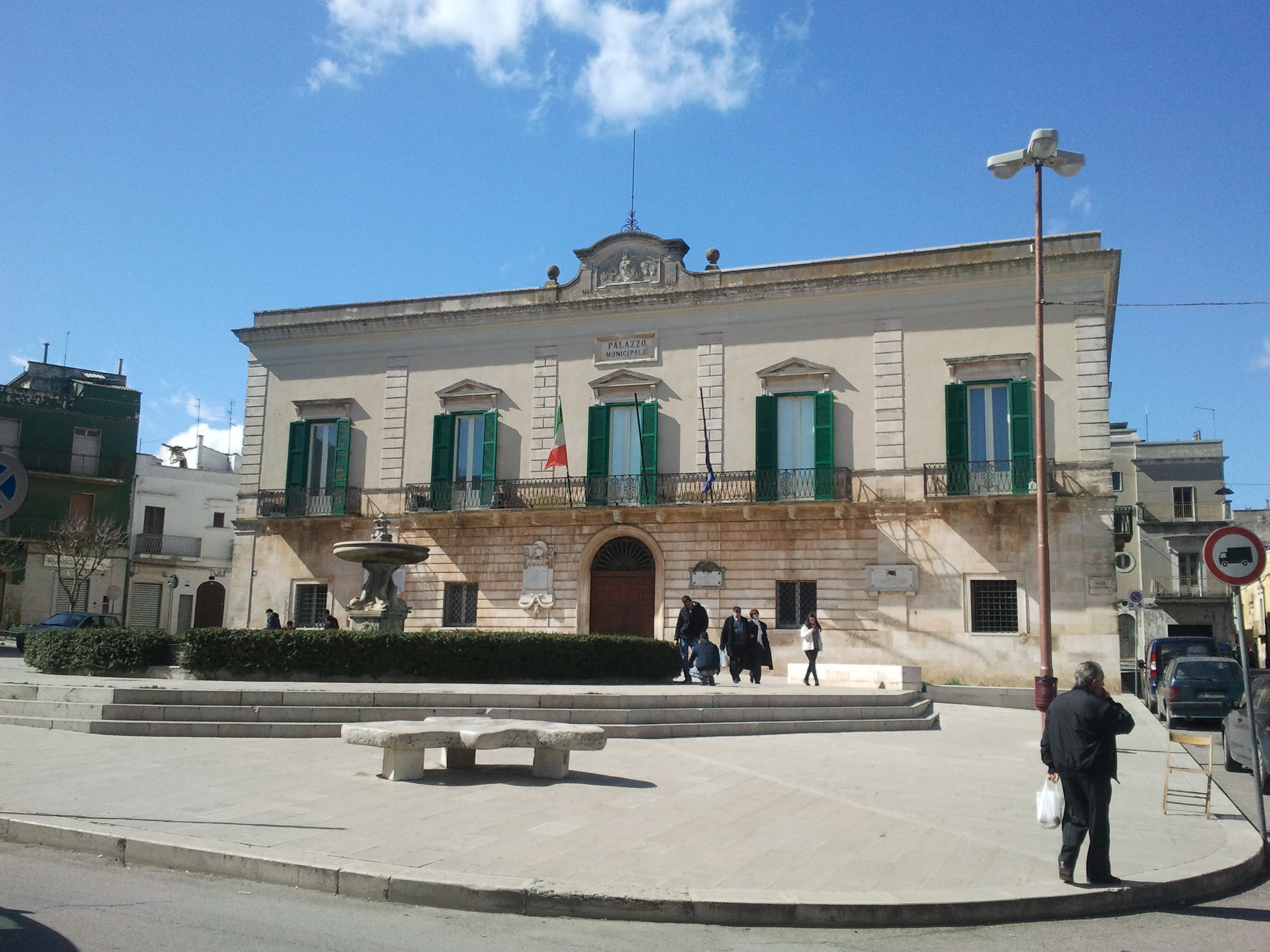
Gemeentehuis
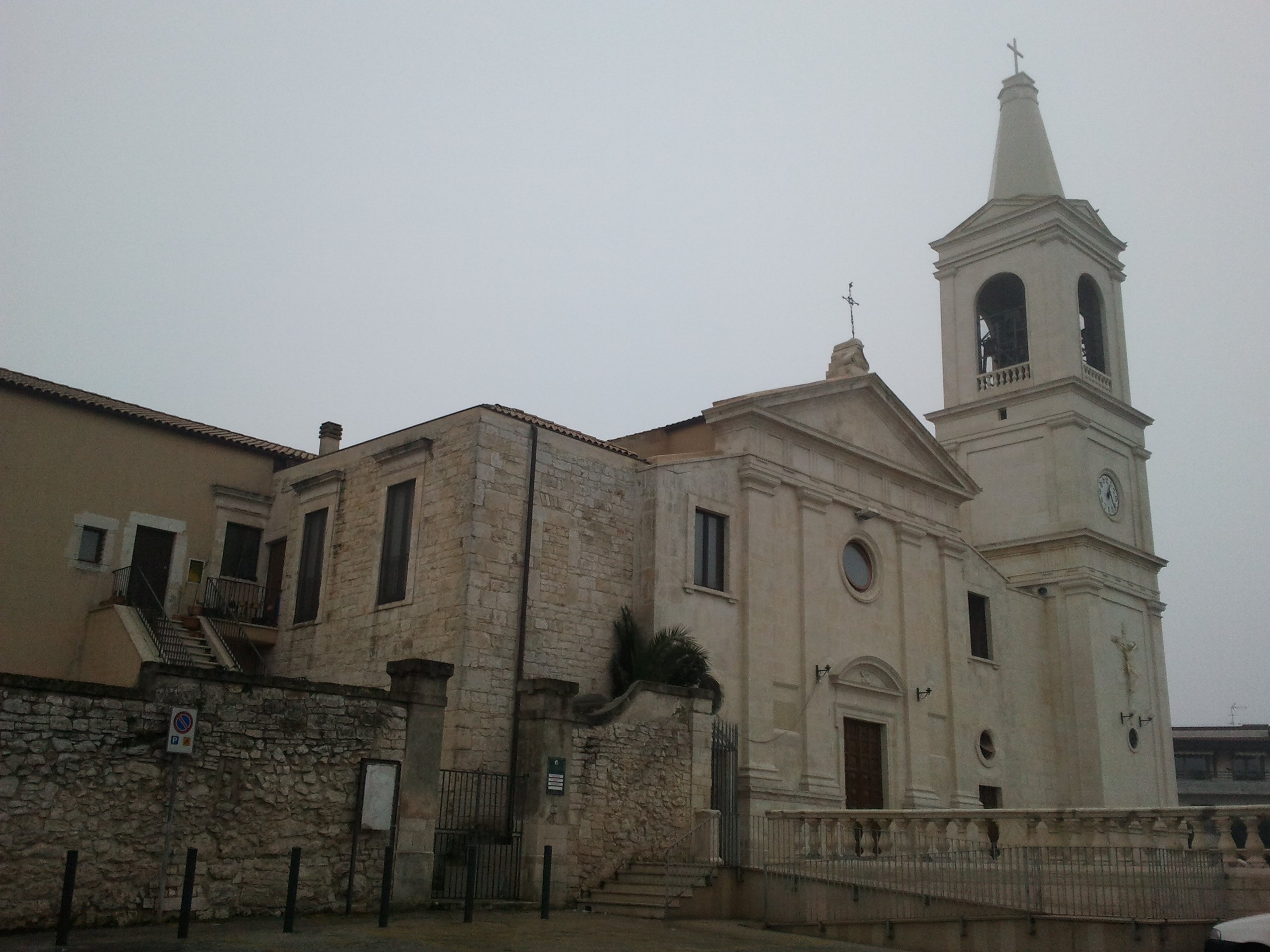
Parochiekerk
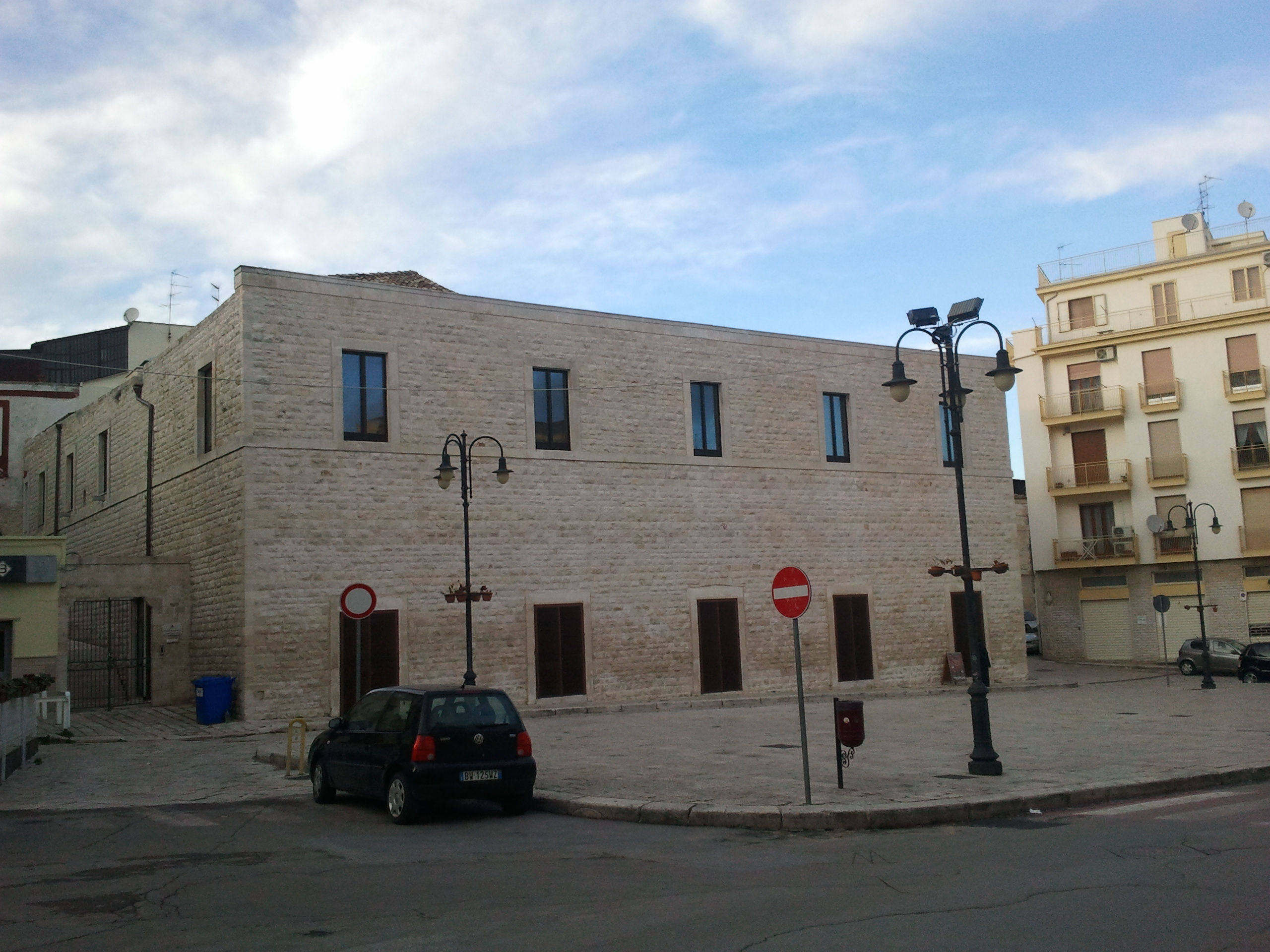
Palazzo Marchesale

## Demografie
Santeramo in Colle telt ongeveer 9342 huishoudens. Het aantal inwoners steeg in de periode 1991-2001 met 6,6% volgens cijfers uit de tienjaarlijkse volkstellingen van ISTAT.
| Jaar | Inwoneraantal |
| ---- | ------------- |
| 1991 | 24.435        |
| 2001 | 26.050        |

## Geografie
De gemeente ligt op ongeveer 514 meter boven zeeniveau.
Santeramo in Colle grenst aan de volgende gemeenten: Acquaviva delle Fonti, Altamura, Cassano delle Murge, Gioia del Colle, Laterza (TA), Matera (MT).